# أول بيتر أندرياسن
أول بيتر أندرياسن (بالنرويجية: Ole Petter Andreassen)‏ (و. 1970  م) هو موسيقي، وعازف قيثارة نرويجي، يستخدم آلات قيثارة.